# Johnny’s Leidenschaft
Johnny’s Leidenschaft ist eine deutsche Band, die seit 1993  am Niederrhein existiert.
Sie bezeichnen ihre Musik als einen Stilmix aus harten Gitarren, deutschem Sprechgesang und groovigen Beats. Erste Höhepunkte bisher waren die Veröffentlichung des Albums Besorx dir selbst, und die Fernsehauftritte bei VIVA, Stefan Raab, und Sat.1.
Nachdem die Band sich 1996 getrennt hatte, fand sie 2003 wieder zueinander. Seitdem ist die Band um den Sänger Thomas Rutte Ruttkowski wieder live unterwegs.

## Diskografie
- Besorx Dir selbst (1994, DA-Records)
- Schön musst Du sein (1994, DA-Records)
- Marlene (1994, DA-Records)